# Любовь к трём апельсинам (фьяба)
«Любо́вь к трём апельси́нам» (L’amore delle tre melarance) — сказочная пьеса, фьяба (итал. fiabe), написанная Карло Гоцци в конце 1760 года.
Премьера состоялась 25 января 1761 года в театре Сан-Самуэле в Венеции силами труппы знаменитого комика Антонио Сакки.
Существует легенда, согласно которой Гоцци написал пьесу, поспорив с Карло Гольдони. Карло Гоцци утверждал, что напишет пьесу для театра на незатейливый сюжет, и эта пьеса будет иметь больший успех, чем бытовые комедии Гольдони. Так появилась пьеса-сказка «Любовь к трем апельсинам», а вместе с ней и новый жанр — фьяба.
После успеха первой фьябы К. Гоцци написал ещё 9 сказок для театра, представленных труппой Антонио Сакки на сцене Сан-Самуэле в течение пяти лет.
Гоцци открыто называл свою пьесу пародией на творчество своих современников Пьетро Кьяри и Карло Гольдони.
Успех фьяб Гоцци привел к победе в многолетней полемике и театральном противостоянии с К. Гольдони, после чего великий Гольдони, обидевшись на публику, навсегда покинул Венецию.
Пьеса Гоцци основана на детской сказке и написана для артистов комедии дель арте. В ней нет реплик героев, а только сюжет, так как комедия масок подразумевает импровизацию актёров.
Впервые опубликована в Италии в 1772 г. вместе с другими фьябами.

## Действующие лица
- Сильвио — король Треф[2].
- Тарталья — принц, сын его.
- Клариче — принцесса, племянница короля.
- Леандро — валет Треф, первый министр.
- Панталоне
- Труффальдино
- Бригелла
- Смеральдина — арапка[3], служанка.
- Челио — маг.
- Моргана — фея.
- Фарфарелло — дьявол.
- Дьявол с мехами
- Креонта — великанша-волшебница.
- Три принцессы — дочери Конкула, короля Антиподов[4].
- Пёс
- Верёвка
- Ворота
- Пекарка
- Голубка
- Герольд
- Стража
- Придворные
- Народ

## Сюжет

### Действие первое
Сильвио, король Треф, необычайно взволнован и чрезвычайно удручён неизлечимой болезнью своего единственного сына — наследного принца Тартальи. Лучшие врачи определили недуг последнего (он продлился «уже десять лет») как «непреодолимое следствие ипохондрии и уже отступились от него». Оставалось лишь одно последнее средство не дать Тарталье во цвете лет сойти в гроб — заставить его рассмеяться. Преданный слуга и друг короля, Панталоне, предлагает Сильвио план спасения больного.
Этот план заключается в следующем: надо устроить при дворе весёлые игры, маскарад и вакханалии, а также допустить к принцу недавно объявившегося в городе Труффальдино — человека заслуженного в искусстве смеха. Вняв совету Панталоне, король призывает валета Треф — Леандро, своего первого министра, поручает ему устройство празднества и обещает вознаградить того, у кого получится рассмешить принца. Леандро пытается было возражать в том смысле, что всё это ещё больше повредит Тарталье, но Панталоне настаивает на своём совете. Король снова подтверждает свои приказания и уходит.
Леандро неспроста возражал королю, потому что он состоит в сговоре с принцессой Клариче, племянницей Сильвио. Негодяи хотят погубить принца, пожениться и после смерти Сильвио вместе править страной. Леандро и Клариче в их замыслах покровительствует фея Моргана, которая потеряла кучу денег, ставя на портрет короля, и отчасти отыгралась, делая ставку на карту с изображением Леандро. Она обещает быть на празднестве и своими заклятьями не допустить исцеления Тартальи.
Забавник Труффальдино (а он прислан во дворец магом Челио, любившим короля и не терпевшим Леандро по той же причине, какая определяла симпатии и антипатии Морганы) как ни старается, не может вызвать на лице Тартальи даже тени улыбки. Начинается празднество, но и тут принц всё плачет и просится обратно в тёплую постель.
Верная своему обещанию, среди маскарадной толпы в образе уродливой старушонки появляется фея Моргана. Труффальдино налетает на неё и, осыпав градом оскорблений, валит с ног. Та, уморительно задрав кверху ноги, летит на землю, и Тарталья заливается звонким смехом и разом излечивается от всех недугов. Едва поднявшись на ноги, Моргана проклинает принца и внушает ему неизбывную страстную любовь к трём Апельсинам.

### Действие второе
Одержимый неистовой манией Тарталья требует, чтобы Труффальдино немедленно снаряжался в путь вместе с ним искать три Апельсина, которые, как рассказывается в детской сказке, находятся в двух тысячах миль от их города, во власти волшебницы-великанши Креонты. Делать нечего, Труффальдино вслед за принцем облачается в доспехи, вооружается мечом (так как Тарталья собирался иметь его в качестве оруженосца) и надевает железные башмаки. Король Сильвио прилагает все усилия, чтобы отговорить сына от такого опасного предприятия, но видя, что всё напрасно, падает в обморок.
Тарталья и Труффальдино покидают дворец к превеликой радости Клариче, Леандро и их подручного Бригеллы, которые, считая принца уже покойником, начинают заводить во дворце свои порядки. Отважные путники необычайно быстро добираются до владений Креонты, поскольку все две тысячи миль им сопутствует дьявол с мехами, непрестанно поддувая ветром в спину.
Дьявол исчезает, ветер прекращается, и Тарталья с Труффальдино понимают, что они у цели. Но тут у них на пути встаёт маг Челио и безуспешно пытается отговорить принца от его замысла (так же как и Сильвио). В конце концов он объясняет, как Тарталье и Труффальдино избежать смерти от рук волшебных слуг великанши, и снабжает их всем необходимым для этого. Тем временем во дворце короля Треф следуют две небольшие сцены: первая — между арапкой Смеральдиной и Бригеллой, а вторая — с феей Морганой.
Что же касается Тартальи и Труффальдино, то во дворе замка Креонты путь им преграждают Ворота, с железной решёткой. Но они смазывают их волшебной мазью, и Ворота отворяются. На них с лаем бросается страшный Пёс, но они бросают ему кусок хлеба, и тот успокаивается. Пока Труффальдино, следуя наставлениям мага Челио, вытаскивает из колодца и раскладывает на солнце Верёвку, а потом вручает Пекарке вересковый веник, Тарталья успевает сходить в замок и возвратиться оттуда с тремя огромными Апельсинами.
Вдруг меркнет свет и раздаётся ужасающий голос великанши Креонты. Оказывается, она приказывает своим слугам убить похитителей Апельсинов. Но те отказываются повиноваться жестокой хозяйке, по милости которой долгие годы Пекарка терзала белые груди, подметая ими печь, Верёвка гнила в колодце, Пёс беспросветно голодал, а Ворота скорбно ржавели. С какой стати им теперь губить своих благодетелей? Тарталья с Труффальдино благополучно спасаются бегством, а Креонта в отчаянии призывает на свою голову громы и молнии:

О слуги вероломные, Верёвка, Пёс, Ворота,

Пекарка нечестивая, о дщерь Искариота!.

О Апельсины сладкие! Мне вас лишиться надо!

О Апельсины милые, мой свет, моя отрада!

Я лопаюсь от ярости! В груди своей я чую

Стихии, Солнце, Хаос весь и Радугу цветную.

Нет, дольше жить не в силах я! Зевеса гром летучий,

От темени до щиколок разбей меня из тучи!

Кто мне поможет, дьяволы, кто мук прервет теченье?

Вот дружеская молния: в ней смерть и утешенье.

Её мольбы услышаны: с неба падает молния и испепеляет великаншу.

### Действие третье
Фея Моргана узнаёт о том, что с помощью мага Челио Тарталья с Труффальдино похитили Апельсины и, подгоняемые дьяволом с мехами, живые и невредимые приближаются к королевскому замку. Но она считает, что для Леандро и Клариче ещё не всё потеряно — ведь у неё в запасе ещё есть козни. Труффальдино, слегка обогнав принца, садится отдохнуть и подождать хозяина, но вдруг его одолевает нечеловеческая жажда. С трудом преодолев угрызения совести, Труффальдино разрезает один из Апельсинов. Из этого Апельсина выходит девушка, заявляет, что она умирает от жажды, и действительно валится на землю.
Чтобы спасти несчастную, Труффальдино разрезает второй Апельсин, из которого появляется вторая девушка. Она поступает в точности, как и первая. Девушки умирают от жажды в буквальном смысле этого слова. Третью от печальной участи сестёр избавляет только появление Тартальи. Он разрезает третий Апельсин, и оттуда тоже выходит девушка, которая просит дать ей воды. В отличие от Труффальдино, принц замечает, что всё дело происходит на берегу озера.
Презрев условности, он подносит девушке воды в своём железном башмаке. Та, утолив смертельную жажду, сообщает принцу, что её зовут Нинеттой и что по злой воле Креонты она была заключена в кожуру Апельсина вместе с двумя её сёстрами, дочерьми Конкула — короля Антиподов. Тарталья немедленно влюбляется в Нинетту и хочет вести её во дворец как свою невесту. Но та стесняется являться при дворе не одетой, как подобает принцессе. Тогда Тарталья оставляет её (то есть Нинетту) на берегу озера с обещанием скоро вернуться с богатыми одеждами и в сопровождении придворных.
Тут к ни о чём не подозревающей Нинетте подходит Смеральдина. От Морганы она получила две шпильки, одну из которых должна была воткнуть в волосы Нинетты и тем самым обратить её в голубку. Затем Смеральдине надлежало притвориться девушкой из апельсина, стать женой Тартальи и в первую же ночь, воткнув в голову мужа вторую шпильку, превратить его в дикого зверя. Таким образом, престол освободился бы для Леандро и Клариче. Первая часть заговора Морганы удалась — Нинетта обратилась Голубкой и улетела, а Смеральдина заняла её место. Из дворца выходит процессия во главе с Тартальей и Сильвио.
Принц несколько обескуражен подменой невесты. Но делать нечего, начинаются приготовления к свадьбе. Труффальдино, получивший от принца прощение своих грехов и звание королевского повара, занят приготовлением жаркого для свадебного пира. Жаркое у него сгорает, так как в кухню влетает Голубка и насылает на Труффальдино сон. Так повторяется три раза, пока наконец не появляется разгневанный Панталоне. Вместе они ловят Голубку и вынимают у неё из головки шпильку, и Нинетта принимает свой истинный облик.
К этому времени чаша терпения пирующих, которые давно уже съели закуски и суп, переполняется, и все они во главе с королём врываются на кухню. Нинетта рассказывает, что с нею проделала Смеральдина, и Сильвио, не тратя времени даром, приговаривает арапку к сожжению. Но это ещё не всё: появившийся невесть откуда маг Челио разоблачает Клариче, Леандро и Бригеллу, и король тут же приговаривает всех троих к жестокому изгнанию. Потом, как и положено, играют свадьбу Тартальи и Нинетты. Гости развлекаются вовсю: подсыпают друг другу в питьё табак, бреют крыс и пускают их по столу.

## «Любовь к трём апельсинам» в культуре
- 1914—1916 «Любовь к трём апельсинам» — журнал о театре Доктора Дапертутто, выходивший в Петрограде
- 1919 — Любовь к трём апельсинам — опера Сергея Прокофьева
- 1946 — Смех и слёзы — пьеса-сказка Сергея Михалкова
- 1958 — Новые похождения Кота в сапогах — художественный фильм Александра Роу; экранизация пьесы Михалкова
- 1970 — Любовь к трём апельсинам — художественный фильм Виктора Титова и Юрия Богатыренко; экранизация оперы Прокофьева
- 1976 — Весёлое сновидение, или Смех и слёзы — художественный фильм Игоря Усова; экранизация пьесы Михалкова
- 1997 — Любовь к трём апельсинам — пьеса Леонида Филатова
- 2014 — Любовь к трём цукербринам — роман Виктора Пелевина
- 2021 — Апельсиновая джига — песня группы Мельница;

## Издания в России
Мейерхольд В. Э., Соловьев В. Н., Вогак К. А. «Любовь к трем апельсинам. Двенадцать сцен, пролог, эпилог и три интермедии» // Журнал «Любовь к трем апельсинам». Пг., 1914. № 1. [Литературная реконструкция театрального спектакля на основе одноимённого сценария К. Гоцци, легшая в основу либретто оперы С. Прокофьева «Любовь к трем апельсинам» (1919 г.)].
Гоцци К. Сказки для театра: В 2 т. / пер. Я. и М. Блох и М. Лозинского; вступ. ст. и прим. Я. Н. Блоха. М. — Пг., 1923. Т. 1
Гоцци К. Сказки для театра / Вступ. ст., коммент и ред. переводов с итал. С. Мокульский. М., 1956.
Гольдони К. Комедии, Гоцци К. Сказки для театра, Альфьери В. Трагедии / Сост. и автор вступ. ст. Н. Томашевский, комментарии И. Володиной. М.: Худож. лит., 1971. — 799 с., 11 л. ил. ([Библиотека всемирной литературы ; Т. 51. Серия первая, Литература древнего Востока, античного мира, средних веков, Возрождения, XVII и XVIII вв.]).
Гоцци К. Сказки для театра /Пер. с ит. М. Лозинского и др.; Вступ. ст. Н. Томашевского; Коммент. С. Мокульского. М.: «Художественная литература», 1983.
Гоцци К. Сказки для театра /Пер. с ит. М. Лозинского и др.; Вступ. ст. Н. Томашевского; Коммент. С. Мокульского. М.: «Правда», 1989.
Гоцци К. Любовь к трем апельсинам. — СПб. : Азбука : Азбука-Аттикус, 2012. — 313, [2] с. ; 18 см.
Гоцци К. Любовь к трем Апельсинам: сказки для театра. — М. : Эксмо, 2012. — 508, [2] с. : портр.
Гоцци К. Сказки для театра: полное издание в одном томе. — М. : АЛЬФА-КНИГА, 2013. — 973, [1] с. : ил. ; 22 см.